# サンアイ
株式会社サンアイは、静岡県静岡市鷹匠2-23-23に本社を置く、医薬品・医療機器・医療用検査試薬・一般用医薬品等の卸売販売をおこなう企業であった。現在は、アルフレッサグループの「シーエス薬品」である。

## 概要
- 資本金 : 3億2,931万円
- 代表者 : 木俣博文（代表取締役社長）

### 大株主
- 渥美薬局 13.3%
- 三共 8.4%
- 山之内製薬 6.7%
- 田辺製薬 6.7%
- 第一製薬 6.7%

## 沿革
- 昭和38年6月 - 資本金8,000万円で「日生あつみ薬品株式会社」を設立
- 昭和63年4月 - 「日生あつみ薬品株式会社」と「市川薬品」が合併し、社名を「株式会社サンアイ」に変更。
- 平成12年10月 愛知県の株式会社中薬と合併し、社名を「シーエス薬品」に変更。

## 営業所
- 静岡県:静岡市・浜松市・沼津市・豊橋市・藤枝市・清水市・掛川市・富士市

## 主な取引メーカー
- 三共（現・第一三共）
- 山之内製薬（現・アステラス製薬）
- 第一製薬（現・第一三共）
- 武田薬品
- 日本ケミファ
- 中外製薬
- 鳥居薬品
- 大日本製薬（現・大日本住友製薬）
- 明治製菓